# Велин Дамянов
Велин Митков Дамянов е български футболист, защитник. Роден е на 8 август 1988 г. в Бургас.

## Кариера
Играе последователно в „Нафтекс“, Черноморец (Поморие) и Черноморец (Бургас), където през март 2010 г. се контузва тежко, в мач срещу „Берое“. Дамянов се възстановява от контузията след осем месеца и отново е включен в състава на Черноморец.
След като отново играе известно време за Черноморец (Поморие) преминава в отбора на Нефтохимик през 2012. Там играе половин сезон и през зимата на 2013 е поканен на 14 дневни проби в полския Флота (Швиноуйшче). След Флота отива в Хробри (Глогов) където, след като е тестван в приятелски мач, остава. Отборът на Хробри е в зоната на изпадащите, на полусезона, но след силната игра на Дамянов в отбрана, отборът се стабилизира и след 10-ият кръг заема 5 позиция в класирането. Следва нова контузия, която го изкарва от игра за нови 8 месеца. През 2014 г. Дамянов започва отново тренировки, взима участие в няколко от приятелските мачове и в няколко от мачовете на втория полусезон, като помага на отборът да спечели промоция в горната лига. Но контузията се завръща отново.